# Słońce prawdziwe
Słońce prawdziwe - określenie rzeczywistego położenia środka tarczy Słońca na sferze niebieskiej. Współrzędne Słońca prawdziwego zmieniają się w trakcie roku astronomicznego w różnym tempie, co wynika z eliptyczności orbity Ziemi i drugiego prawa Keplera. W obliczeniach astrometrycznych używane razem ze Słońcem średnim.